# Alain Mazars
 (mai 2024).
Pour les articles homonymes, voir Mazars (homonymie).
Alain Mazars, né en 15 avril 1955 à Paris, est un réalisateur français.

## Biographie
Titulaire d'une maîtrise de mathématiques et d'une licence de psychologie, Alain Mazars a également suivi des études de chinois. Il a enseigné en république populaire de Chine en 1978-1979 et y a tourné plusieurs films de fiction et documentaires.
De 1984 à 1986, il séjourne à La Casa de Velázquez : il y réalise des moyens métrages expérimentaux.
Il est un des membres fondateurs de l'ACID (Association du cinéma indépendant pour sa diffusion).
Depuis 2002, il tourne principalement en Asie (Laos, Birmanie, Thaïlande...) et réalise des documentaires sur le cinéma.
Il a été intervenant en réalisation à la FEMIS entre 1995 et 2012.

## Filmographie partielle

### Courts et moyens métrages
- 1979 : Rouges silences
- 1981 : Souvenirs de printemps dans le Liaoning
- 1982 : Le Jardin des âges
- 1983 : Visages perdus
- 1984 : Actus
- 1984 : Rodamorfosis
- 1985 : Lhassa
- 1986 : Au-delà du souvenir
- 1988 : Le Pavillon aux pivoines
- 1995 : Je passe pour une caravane (Clip pour Alain Bashung)
- 2009 : Sur la route de Mandalay

### Longs métrages
- 1990 : Printemps perdu
- 1994 : Ma sœur chinoise[2]
- 2000 : La Moitié du ciel
- 2002 : L'école de la forêt
- 2006 : Phipop
- 2010 : Le Mystère Egoyan
- 2010 : Lignes de vie
- 2012 : La Chine et le réel
- 2014 : Une histoire birmane
- 2015 : Jacques Tourneur, le médium (Filmer l'invisible)
- 2015 : Tout un monde lointain
- 2016 : Tod Browning, le jeu des illusions
- 2017 : Douglas Sirk, de l'autre côté du miroir

## Distinctions
- 1981 : Mention spéciale du Jury au Festival de Belfort pour Souvenirs de printemps dans le Liaoning
- 1982 : Prix du Public, de la Critique et de la Meilleure Bande Son au Festival de Hyères pour Le jardin des âges
- 1983 : Mention spéciale du Jury au Festival de Hyères pour Visages perdus
- 1990 : Prix de la jeunesse[3] au Festival de Cannes, prix du premier long métrage de fiction du Festival de Montréal et Prix spécial du Jury au Festival de Florence pour Printemps perdu
- 2015 : Mention spéciale du Jury au Festival du cinéma asiatique de Tours pour Une histoire birmane[4]
- 2015 : Sélection officielle de la Mostra de Venise 2015 du film Jacques Tourneur, le médium (Filmer l'invisible)